# Chinavita

Localização de Chinavita no departamento de Boyacá.

Chinavita é um município no departamento de Boyacá, na Colômbia.